# Charles Sealsfield

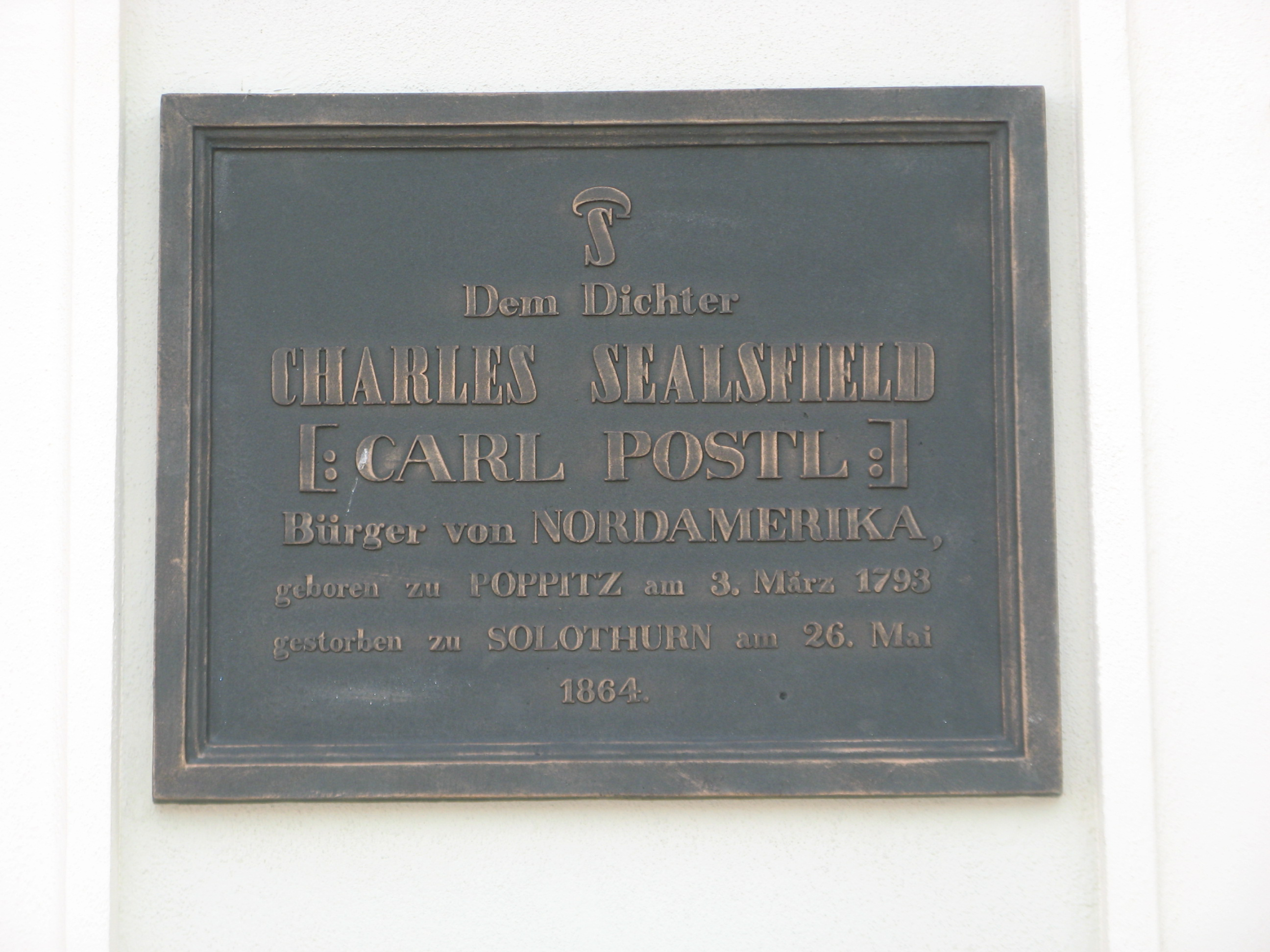
Pamětní deska na Sealsfieldově rodném domě, Popice

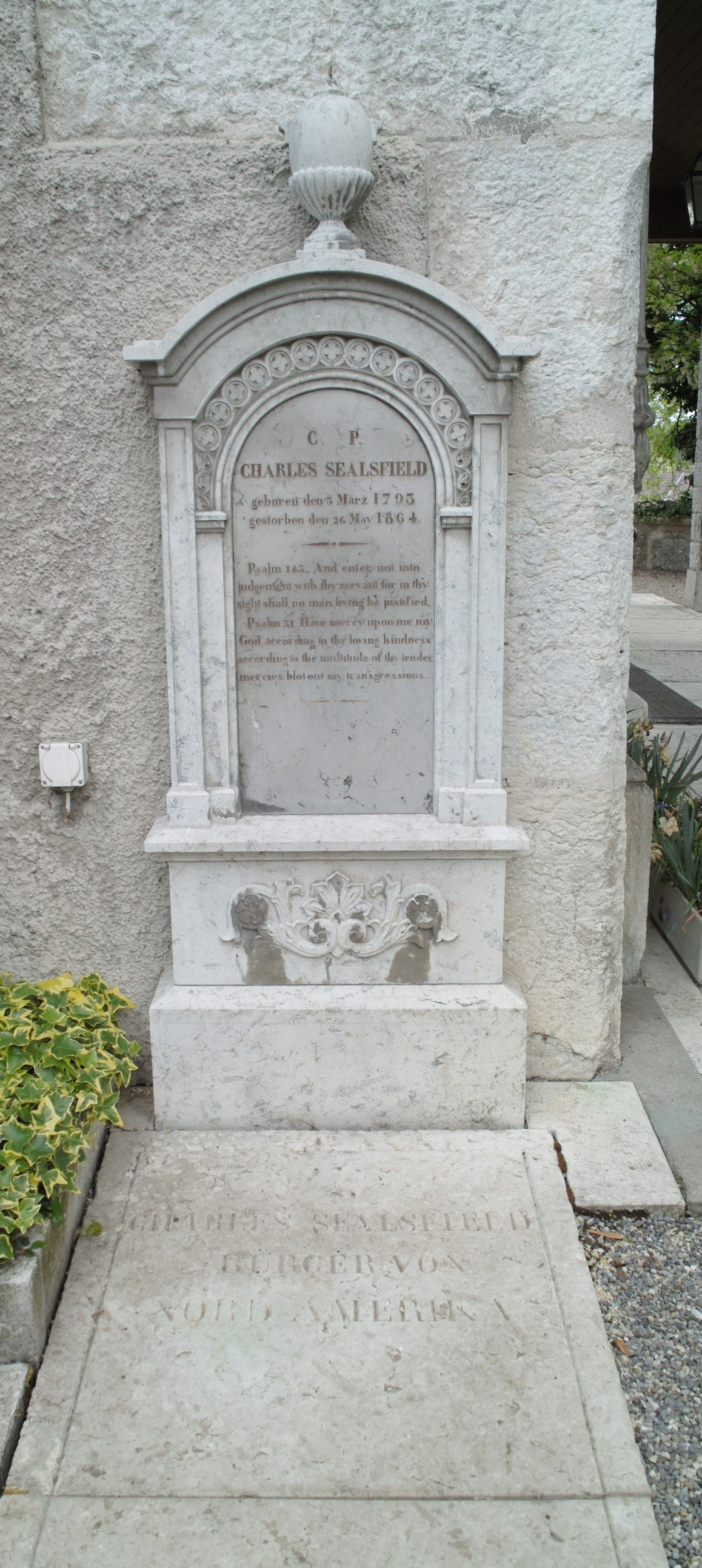
Hrob Charlese Sealsfielda v Solothurnu

Charles Sealsfield vlastním jménem Karl Anton Postl či Carl Anton Postl (3. března 1793, Znojmo-Popice – 26. května 1864 Solothurn) byl rakouský a americký spisovatel, původem z Moravy.

## Život

### Na Moravě a v Čechách
Byl nejstarším z jedenácti dětí rychtáře a sedláka Antonína Postla a matky Juliany, rozené Raablové. Po obecné škole v Popicích vystudoval znojemské gymnázium (1803–1807). Na naléhání matky strávil deset let v Řádu křižovníků s červenou hvězdou v Praze. V Praze studoval filosofii a teologii na univerzitě v Praze, zde byl též žákem Bernarda Bolzana. Po absolutoriu teologie byl vysvěcen r. 1814 na kněze a stal se sekretářem řádu. Ve své funkci se stýkal se šlechtou, ale i s prostým lidem. Pozorování sociální nespravedlnosti vyústilo později ve spis Rakousko, jaké je, který vyšel v Londýně až za jeho pobytu v zahraničí v roce 1828, pod pseudonymem. Stav sedláků přirovnával k otroctví a Čechy k porobenému národu. Též kritizoval vládu císaře Františka I. O spisovatelském stavu v tomto spisu napsal:
| „                                       | Určitě nikdy nežila spoutanější bytost, než je rakouský autor. Spisovatel v Rakousku se nesmí dotknout žádné vlády ani žádného ministra ani žádné hierarchie, a pokud jsou její příslušníci vlivnými osobami, pak ani aristokracie. Nesmí být liberální ani filozofický ani humoristický – zkrátka nesmí být vůbec nic. Do katalogu možných přestupků, jichž se autor nesmí dopustit, patří nejen satira a vtip, ale dokonce jakékoliv objasnění čehokoliv, protože by mohlo vést k vážnému přemýšlení. | “ |
| — Charles Sealsfield: Rakousko, jaké je | |   |

Po konfliktu s velmistrem řádu odjel koncem dubna 1823 na zdravotní dovolenou do Karlových Varů, odkud už se nevrátil. (Jiné zdroje uvádějí, že byl k útěku přinucen Metternichovým policejním režimem.) Pokoušel se najít místo ve Vídni, ale po neúspěšných jednáních odešel téhož roku do Švýcarska, odkud pod nepravým jménem odcestoval do Ameriky. Jeho Kajutní kniha... byla tímto útěkem inspirována.

### Mezi Amerikou a Evropou
Ve Spojených státech, se živil jako obchodník, farmář a novinář, přijal americké občanství a jméno Charles Sielsfield (poprvé zaznamenáno roku 1826).
V roce 1826 odcestoval do Evropy, kde byl prostředníkem mezi Spojenými státy a Francií, jakož i mezi Rakouskem a Německem. V letech 1826–1827 pracoval jako novinář v Londýně, kde také vydal svou první knihu pod pseudonymem C. Sidons.
Jako korespondent newyorského listu The Morning Courier and Enquirer pobýval v roce 1830 v Londýně a Paříži. V Paříži pracoval pro někdejšího neapolského a španělského krále Josefa Bonaparta, který byl v té době v exilu v USA. V letech 1827–1830 se znovu vrátil do USA, kde se stal roku 1830 v New Yorku redaktorem listu „Courrier des États-Unis“. Po francouzské červencové revoluci 1830 se vrátil do Evropy jako korespondent v Londýně a Paříži.

### V Evropě
Od roku 1832 pobýval ve Švýcarsku, nejprve jako sekretář bývalé nizozemské královny Hortense. Do USA se vrátil v letech 1837 a 1853–1858. Žil v různých švýcarských kantonech, v roce 1858 se usadil v domě Unter den Tannen u švýcarského Solothurnu, který mu zakoupil přítel a kde osaměle zemřel. Až v závěti odhalil svou identitu. Majetek odkázal příbuzným v Popicích.

## Zajímavost
Obdivovatelkou díla Charlese Sealsfielda byla Božena Němcová, která ho považovala za Angličana. Ve svém dopisu synu Karlu Němcovi z 23. 12. 1856 napsala:
| „                              | Když chceš číst zábavné, čeť Goetheho, Schillera - z novějších Gutzkova, Romány Bozovy (Dickens) - Marryatta - Coopera - Angličané mají krásnou literaturu - jmenovitě dostaneš-li vypůjčit Sealsfielda (vysloví se Silsfild) romány o Americe. - Ty jsou velmi krásný. - Přitom bys i něco se naučil. | “ |
| — Božena Němcová, dopis č. 321 | |   |

## Posmrtné připomínky

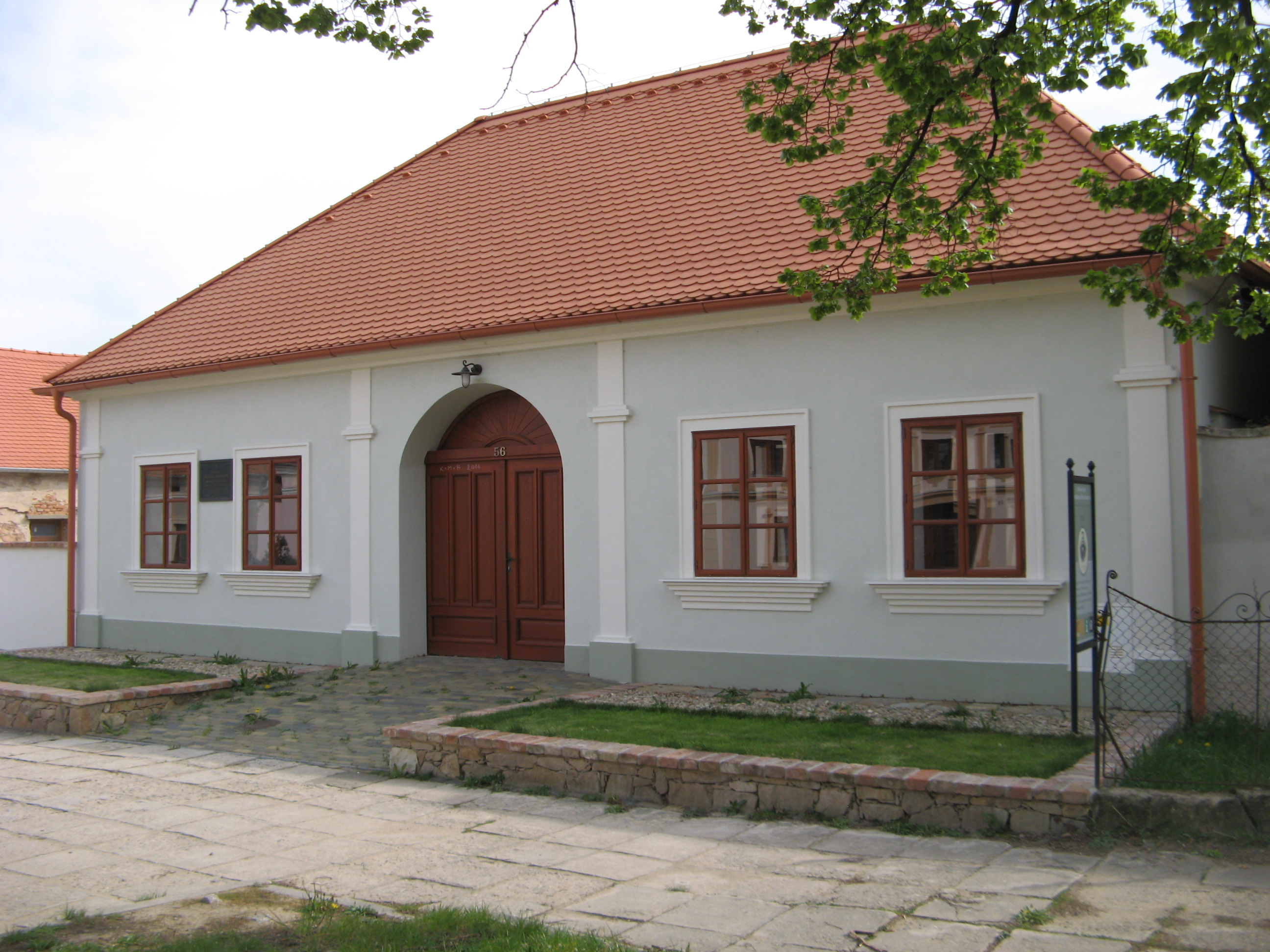
Rodný dům Charlese Sealsfielda v Popicích u Znojma

- V Popicích je v rodném domě Karla Antonína Postla (Charlese Sealsfielda) otevřeno muzeum s knihovnou, o které pečuje spolek Popice Charlese Sealsfielda, z.s..[8]
- Dvě busty Karla Antonína Postla jsou ve Znojmě[9]
- Sealsfieldův kámen, skalní vyhlídka na údolí Dyje nedaleko Popic
- Rudolf Krautschneider o něm napsal knížku Chlapec od řeky Dyje (2018, Magalhaes-Cano)

## Dílo

### Česká vydání
- Kniha o kajutě čili Národní charakteristiky (Praha, Otto, 1903)
- Republikáni (Román ze života Indiánů, přeložil Antonín Macek, Praha, A. Svěcený, 1917)
- Bílá růže (Druhá část románu Republikáni, přeložil Antonín Macek, Praha, Svěcený, 1918)
- Věřitel ze záhrobí (přeložil Adolf Gottwald, Praha, Girgal, 1918)
- Bílá růže Oconeů (úprava Arno Kraus (starší), fotopřílohy, vydal Antonín Dědourek, Třebechovice p. O., 1947)
- Tokeah aneb Bílá růže (z něm. předlohy Tokeah oder die weisse Rose přeložila a doslovem opatřila Milada Šimsová, ilustrace Jan Javorský, Praha, Práce, 1959, 1964 a 1972)
- Dívka od řeky Natchez (Na námět románu Charlese Sealsfielda Legitimní a Republikáni upravil Arno Kraus (mladší),[p 3] ilustroval Jan Javorský, Praha, Olympia, 1973)
- Rakousko, jaké je (přeložil Petr Horák, předmluvu a poznámky napsal Dušan Uhlíř, Praha, Odeon, 1992)
- Kniha o Kajutě neboli Charakteristiky národů (překlad Jindřich Buben, Město Znojmo za spolupráce s Městskou knihovnou Znojmo, 2006)

### Rozhlasová adaptace
V roce 2001 natočil Český rozhlas četbu na pokračování román Bílá růže. Četba byla opakována roku 2016.

### Cizojazyčná vydání za autorova života
- Die Vereinigten Staaten von Nordamerika, nach ihrem politischen, religiösen und gesellschaftlichen Verhältnisse betrachtet. Mit einer Reise durch den westlichen Theil von Pennsylvanien, Ohio, Kentucky, Indiana, Illinois, Missouri, Tennessee, das Gebiet Arkansas, Mississippi und Louisiana. (Spojené státy, jaké jsou..., 2 díly Stuttgart a Tübingen, Cotta, 1827)
- Revidierte englische Version des 1. Bandes: The United States of North America as They Are in Their Political, Religious, and Social Relations. (Spojené státy, jaké jsou..., revidovaná anglická verze, 1. díl Londýn, Simpkin & Marshall 1828, 2. díl Londýn, Hurst, Chance,1928)
- Austria as it is, or sketches of continental courts, by an eye-witness. (Rakousko, jaké je... Londýn, Hurst, Chance, 1828
- L’Autriche telle qu’elle est, ou chronique secrète de certaines cours d’allemagne par un témoin oculaire. (Rakousko, jaké je..., Paříž, Bossange, 1828)
- Tokeah; or the White Rose (Tokeah aneb Bílá růže, 2 díly, Philadelphia, Carey, Lea & Carey, 1829)
- The Indian Chief; or, Tokeah and the White Rose. A Tale of he Indians and Whites. (Indiánský náčelník aneb Tokeah a Bílá růže..., revidovaná verze, 3 díly, Philadelphia, Carey, Lea & Carey, 1829; Londýn, Newman, 1829)
- Der Legitime und die Republikaner. Eine Geschichte aus dem letzten amerikanisch-englischen Krieg. (Legitimní (?) a republikáni, příběh z poslední americko-anglické války, 3 díly, : Orell, Füßli, 1833)
- Transatlantische Reiseskizzen und Christophorus Bärenhäuter (Transatlantické cestovní skicy a Christophorus Bärenhäuter, 2 díly, Zürich, Orell, Füßli, 1834)
- Der Virey und die Aristokraten oder Mexiko im Jahre 1812 (Virey a aristokrati aneb Mexiko v roce 1812, 3 díly, Zürich, Orell, Füßli, 1835)
- Lebensbilder aus beiden Hemisphären (Obrázky ze života z obou polokoulí, 6 dílů, Zürich, Orell, Füßli a jiní 1835-1836)
- Neue Land- und Seebilder: Die Deutsch-Amerikanischen Wahlverwandtschaften (Nový svět a obrázky z moře..., 4 díly, Zürich, Schultheß, 1839/40)
- Das Cajütenbuch oder Nationale Charakteristiken (Kniha o Kajutě, neboli, Charakteristiky národů, 2 díly, Zürich, Schultheß, 1841)[11]
- Süden und Norden (Sever a Jih, 3 díly, Stuttgart, Metzler 1842/43)
- Gesammelte Werke (Sebrané spisy, 18 dílů, Stuttgart, Metzler 1843–46)